# Konsumeryzm
Konsumeryzm – działalność mająca na celu obronę praw konsumenta. Jako ruch społeczny pojawił się wraz z rozwojem masowej konsumpcji.

Kultura konsumeryzmu – (def. socjol.) uleganie naciskom i modom nadmiernej konsumpcji dóbr.